# Селіванов Іван Михайлович
Іва́н Миха́йлович Селіва́нов (* 5 січня 1924 — †2 листопада 1984) — графік родом із села Рябкова, Челябінської області (РРФСР).
Навчався в  Харківському поліграфічному інституті, закінчив Київський художній інститут (1952), учень В. Касіяна. Відомий завдяки роботам станкової графіки переважно з радянською патріотичною тематикою («Непереможні», 1954, «Арсенальці», 1956 — 60 та ін.); серія пейзажів «Київ» (1955 — 59); ілюстрації до романів А. Головка («Бур'ян», 1959), Ю. Яновського («Вершники», 1962), О. Гончара та ін. Заслужений діяч мистецтв УРСР. Працював викладачем Київського художнього інституту. Серед його учнів відомі художники  Семен Каплан,  Костянтин Рябов та ін.